# انقلاب مانويل بافيا
الانقلاب بافيا (بالإسبانية: Golpe de Estado de Pavía)‏ هو الانقلاب الذي وقع يوم 3 يناير 1874 في اسبانيا فترة حكم الجمهورية الأولى وترأس الانقلاب الجنرال مانويل بافيا، الحاكم العام لقشتالة الجديدة والتي تشمل مدريد، وكان هدفه هو منع الإطاحة بحكومة إميليو كاستيلار. وابتدأ الجنرال بافيا بالشروع بالمحاولة عندما بدأ التصويت على اختيار رئيس جديد للسلطة التنفيذية للجمهورية خلفا لإميليو كاستيلار الذي استقال بعدما فشل بنيل ثقة البرلمان فدخل جنوده مبنى البرلمان ومعهم حرس البرلمان وهم من الحرس المدني وكانوا يأتمرون بأمره، وماأن أمر رئيس مجلس النواب نيكولاس سالميرون بإخراجهم حتى بدأوا بإطلاق النار داخل الممرات فأخلى النواب المبنى بسرعة. برر بافيا انقلابه بالزعم انه اعطاه "خلاص الجيش والحرية والبلاد". وبالرغم من هذا الانقلاب لم يقبل كاستيلار أن يبقى في السلطة بوسائل غير ديمقراطية، فجمع بافيا الأطراف المعارضة للجمهورية الاتحادية فقرر إحالة الحكومة الوطنية التي مكنها بافيا إلى زعيم الحزب الدستوري المحافظ الجنرال فرانسيسكو سيرانو. وبالتالي بدأت المرحلة الثانية للجمهورية والتي غالبا ما تسمى «الجمهورية المتحدة» أو «ديكتاتورية سيرانو».
وقد ذكر الجنرال بافيا في تحقيق برلماني يوم 13 مارس 1875، أي بعد استعادة البوربون شارحا بالتفصيل «عمل 3 يناير» والذي وصفه بالانقلاب الذي قاده. وهو تفسير نشرت على شكل كراسة سنة 1878.

## البداية

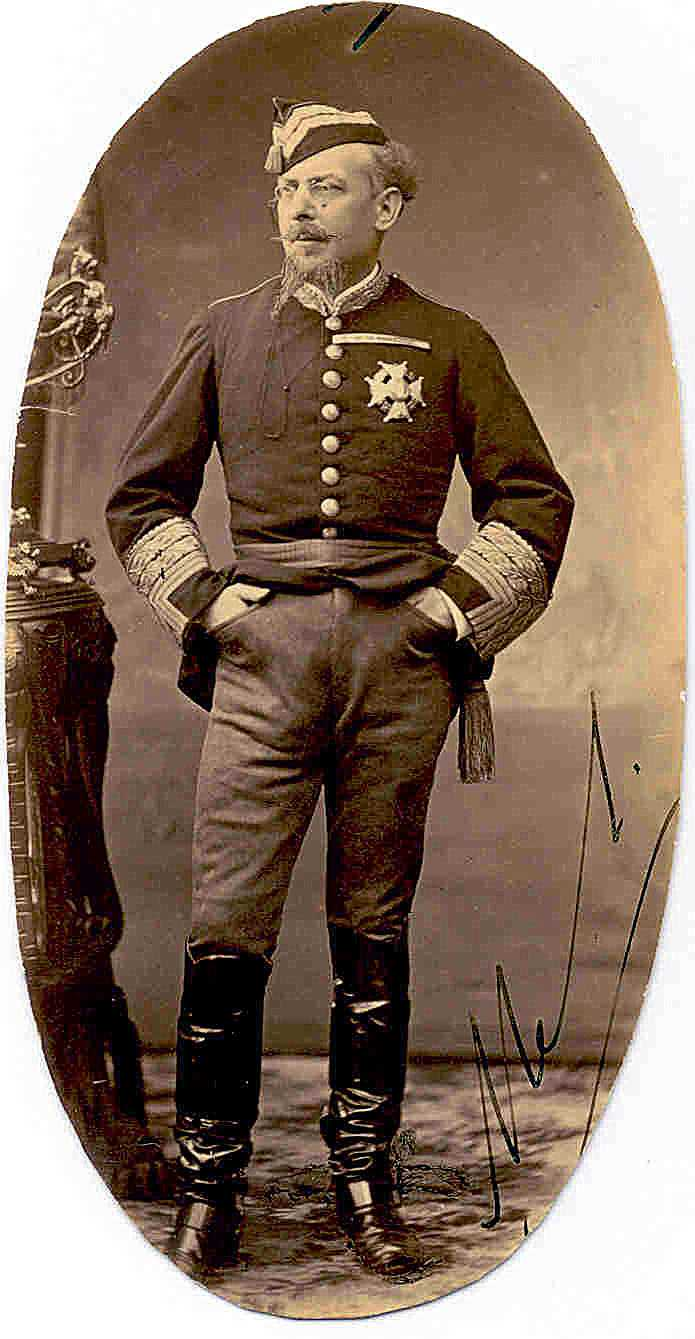
الجنرال مانويل بافيا.

في 11 فبراير 1873 بعد يوم من تنازل أماديو الأول عن الحكم قام الكونجرس ومجلس الشيوخ بتشكيل الجمعية الوطنية التي أعلنت الجمهورية بأغلبية 258 صوتا مقابل 32، ولكن دون تعريفها بأنها متحدة أو اتحادية (فيدرالية)، تأجيل قرار المستقبل كورتيس التأسيسية، وسمي رئيس للسلطة التنفيذية الجمهوري الاتحادي استانيسلاو فيجويراس.
وقد واجهت سياسة كاستيلار في الاقتراب من الدستوريين والراديكاليين معارضة «المعتدل» نيكولاس سالميرون ومؤيديه الذين دعموا الحكومة حتى الآن - لأنهم يعتقدون أن الجمهورية يجب أن يبنيها الجمهوريون الأصيلون وليس القادمين الجدد. وازدادت تلك المعارضة عندما عين كاستيلار جنرالات ذو نزعة مشبوهة للجمهورية في أهم المناصب ومنهم مانويل بافيا الذي عين حاكم عام لإقليم قشتالة والذي تتبعها العاصمة مدريد، وأيضا أعطى وظائف شاغرة لثلاثة مطارنة في منتصف ديسمبر -طليطلة وطراغونة وسانتياغو دي كومبوستيلا- نوع من الترضية بعد أن دخل في مفاوضات مع الكرسي الرسولي وإقامة علاقات فعلية معها وهذا يعارض مع مبدأ الفصل بين الكنيسة والدولة التي يدافع عنه الجمهوريون. بالإضافة إلى ذلك خروج مرسوم في 22 ديسمبر يسمح للمحافظين المدنيين بتعليق الصحف دون الحاجة إلى تحذير أو غرامة مسبقة، والقمع التعسفي للمجالس والبلديات مثل مدريد التي استبدل أعضاء مجلسها بأعضاء محافظين .

## الانقلاب
عندما أعيد افتتاح البرلمان في الثانية بعد ظهر يوم 2 يناير 1874، كان مانويل بافيا قائد مدريد العام قد أعد قواته للتدخل في حالة فقدان كاستيلار النصاب البرلماني. وبعد منتصف الليل جرى تصويت على الثقة للحكومة فانهزمت بأغلبية 120 ضد مقابل 100 مؤيد، مما أجبر كاستيلار على تقديم استقالته. وفي ذلك الوقت أرسلت نتيجة طرح الثقة السلبية إلى الجنرال بافيا، فأعطى الأوامر لأفواجه الملتزمة بالتوجه إلى مجلس النواب وقف بنفسه في الساحة أمام المبنى مع موظفيه فأمر اثنين من مساعديه الذين يتواصلون مع سالميرون رئيس مجلس النواب من اجل حل جلسة البرلمان وإخلاء المبنى خلال خمس دقائق. فتعاون الحرس المدني وحراس البرلمان مع قيادة الجنرال بافيا. وفي الساعة الخامسة في صباح يوم 3 يناير عندما بدأ الشروع في التصويت لانتخاب مرشح الاتحادي إدواردو بالانكا.
بعدما تسلم سالميرون مذكرة القائد العام من أحد مساعديه طلب فيه «إخلاء المباني» علق التصويت وأعلن ما حدث معلنا أن البرلمان في حالة انعقاد دائم حتى يتم حله بالقوة. ثم تدخل عدد من البرلمانيين دعوا فيه إلى إعلان أن الجنرال بافيا خارج عن القانون وأن يخضع لحاكمة عسكرية، فوافق وزير الحرب الجنرال خوسيه سانشيز بريغوا الذي أصدر مرسوما يخلع فيه بافيا من منصبه والشرف العسكري. ولكن عندما دخلت قوات الحرس المدني والجيش البرلمان وبدأوا إطلاق النار داخل الممرات حتى أخلى النواب المبنى بسرعة. حتى قيل أن بعض النواب خرج من النوافذ للهروب فسألهم بافيا مندهشا:«أيها السادة لماذا تقفزون من النوافذ وقد فتحت لكم باب الخروج عبر الأبواب؟».

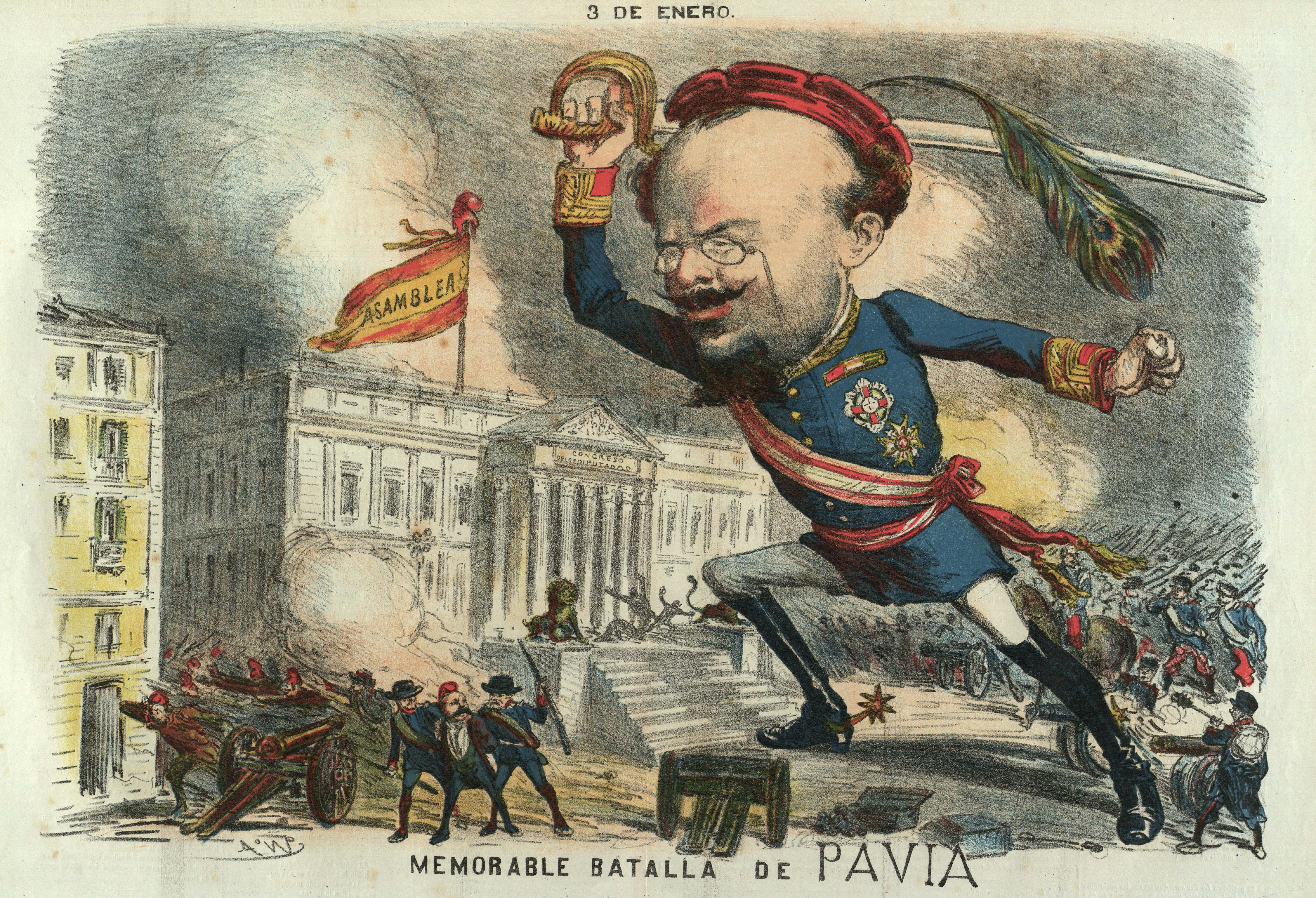
كاريكاتير يصورالجنرال بافيا خلال الإنقلاب.

بعث الجنرال بافيا ببرقية إلى جميع القادة العسكريين في اسبانيا طلب منهم دعم الانقلاب الذي وصفه بافيا ب «مهمتى الوطنية» و«حفظ النظام مهما كان الثمن».
حاول الجنرال بافيا تشكيل «حكومة وطنية» يرأسها إميليو كاستيلار، ولكن في اجتماع القادة السياسيين الذي ضم الدستوريين والراديكاليين والأفونسينيين والجمهوريين الموحدين، دعا بافيا إلى تحقيق هذا الغرض -استثنى بافيا من الحضور كلا من الجمهوريين الفدراليين وزعيمهم سالمرون وفرانسيسكو بي وأيضا تم استبعاد «المتعنتين» بشكل واضح-. رفض كاستيلار الحضور لأنه لايريد البقاء في السلطة بوسائل غير ديمقراطية. وقد دافع بافيا في الاجتماع عن الجمهورية المحافظة، وبالتالي فرض الجمهوري الموحد يوجينيو غارسيا رويز وزيرا للداخلية، والجنرال سيرانو رئيسا للحكومة الجديدة. مع وضع الجنرال سيرانو على رأس الدولة، تكون تلك الجمهورية قد استمرت إسميا ولكن تم تحريف مسارها تماما، وأكد خوسيه بارون فرنانديز أن انقلاب بافيا قد عجل بنهاية للجمهورية الإسبانية الأولى.

## قائمة المراجع
- Barón Fernández، José (1998). El movimiento cantonal de 1873 (1ª República) (ط. 6ª). Sada (A Coruña): Edicios do Castro. ISBN:84-7492-896-6. {{استشهاد بكتاب}}: الوسيط غير المعروف |año-original= تم تجاهله يقترح استخدام |orig-date= (مساعدة)صيانة الاستشهاد: أسماء متعددة: قائمة المؤلفين (link)
- Fontana، Josep (2007). La época del liberalismo. Vol. 6 de la Historia de España, dirigida por Josep Fontana y Ramón Villares. Barcelona: Crítica/Marcial Pons. ISBN:978-84-8432-876-6. {{استشهاد بكتاب}}: الوسيط غير المعروف |enlaceautor= تم تجاهله يقترح استخدام |author-link= (مساعدة)
- López-Cordón، María Victoria (1976). La revolución de 1868 y la I República. Madrid: Siglo XXI. ISBN:84-323-0238-4.
- Vilches، Jorge (2001). Progreso y Libertad. El Partido Progresista en la Revolución Liberal Española. Madrid: Alianza Editorial. ISBN:84-206-6768-4. {{استشهاد بكتاب}}: الوسيط غير المعروف |enlaceautor= تم تجاهله يقترح استخدام |author-link= (مساعدة)